# René Nicod

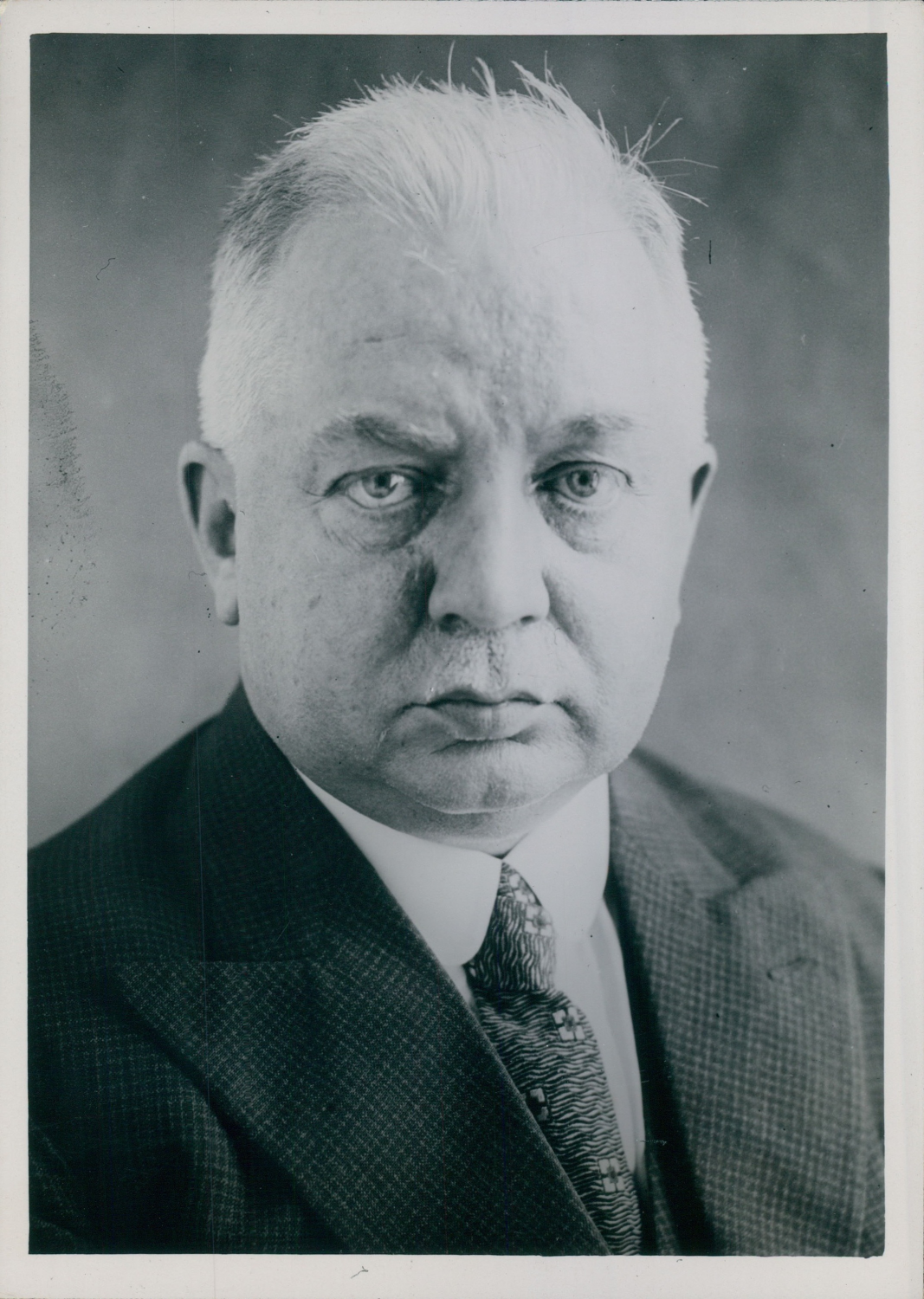
René Nicod

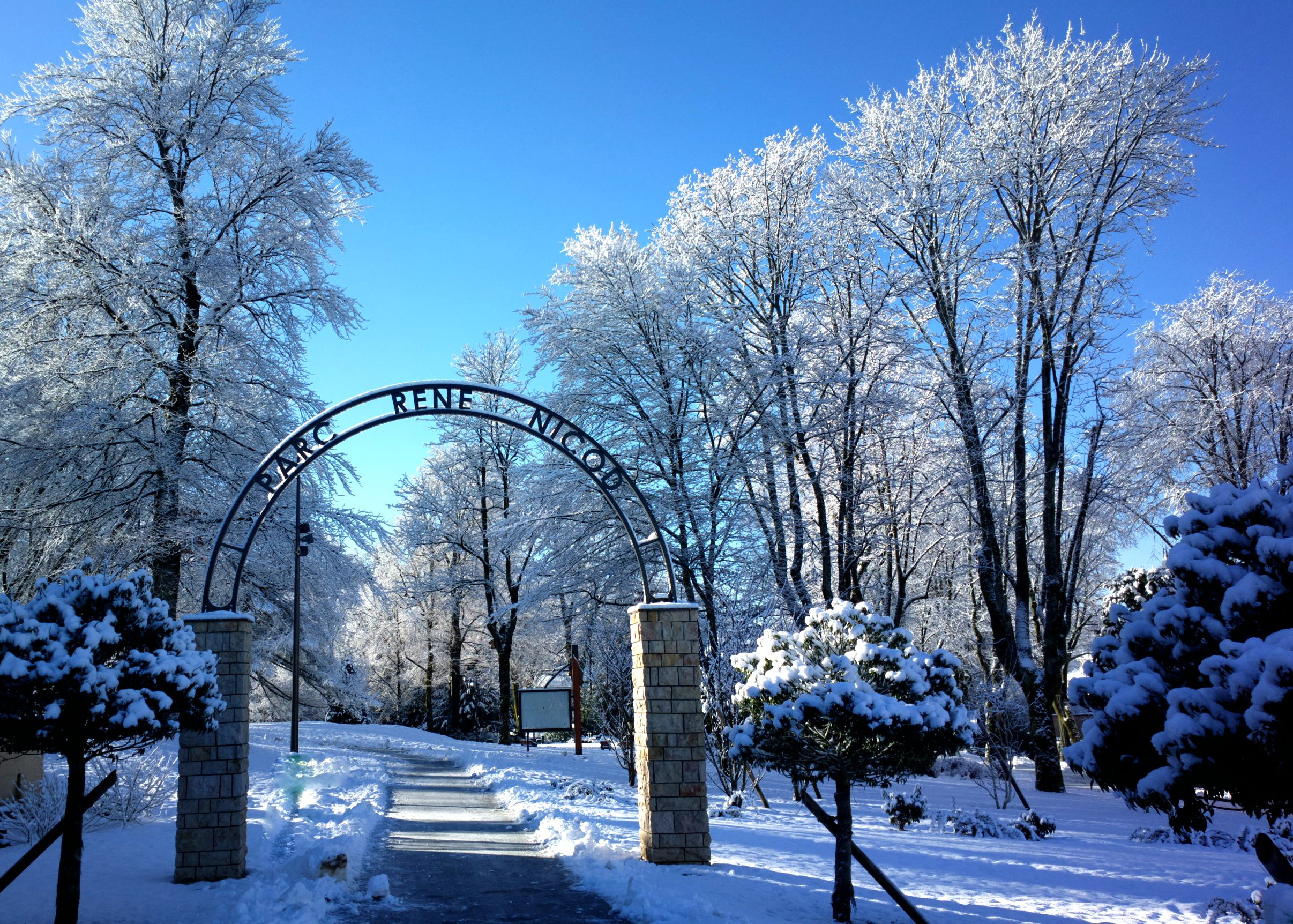
Park René Nicod in Oyonnax

René Nicod (* 18. Juli 1881 in Saint-Claude (Jura); † 14. März 1950 Oyonnax) war ein französischer Politiker der Dritten Republik und Résistant. Er gehörte zu den „quatre-vingts“, den achtzig Abgeordneten, die am 10. Juli 1940 Philippe Pétain die diktatorischen Vollmachten verweigerten.

## Leben
René Nicod wurde als Sohn von Alexis Nicod und Marie Delphine Millet geboren. Er wurde bereits als Jugendlicher zum Waisen und musste seine Ausbildung am Collège in Saint-Claude abbrechen. Er arbeitete in mehreren Unternehmen als Angestellter. Nicod trat der Section française de l’Internationale ouvrière (SFIO) bei, wurde 1912 Sekretär der sozialistischen Föderation des Départements Ain und engagierte sich vor allem sehr aktiv in der Genossenschaftsbewegung. Er übersetzte Artikel aus der International Herald Tribune und kommentierte die Grammatik der Académie française, als diese 1932 erschien.
René Nicod war Antimilitarist und lehnte die Verlängerung des Militärdienstes (1913 von zwei auf drei Jahre) ab. Dennoch akzeptierte er ohne Widerwillen seine Einberufung in den Ersten Weltkrieg. Er kämpfte drei Jahre lang, wurde verwundet (er verlor seine linke Hand) und kehrte mit mehreren Auszeichnungen zurück.
Im Jahr 1919 wurde er zum Abgeordneten gewählt. Er wurde auch Bürgermeister von Oyonnax, ein Amt, das er bis 1940 innehatte. Er ließ einen öffentlichen Garten anlegen, Kindergärten bauen und ein Altenheim errichten. Auf seine Initiative hin wurden auch Verbesserungen am städtischen Krankenhaus vorgenommen. Obwohl er der Dritten Internationale ablehnend gegenüberstand, trat René Nicod nach dem Kongress von Tours im Dezember 1920 der Kommunistischen Partei (PCF) bei. Bei den Parlamentswahlen 1924 und 1928 unterlag er, wurde jedoch zum Generalrat gewählt. 1936 kehrte er auf seinen Abgeordnetensitz zurück.
René Nicod ließ Plakate aufhängen, die den Deutsch-Sowjetischen Pakt anprangerten und von ihm und seinen wichtigsten Mitarbeitern unterzeichnet waren. Er verließ die PCF und gründete die Fraktion der Union populaire française, deren Vorsitzender er war. Dennoch protestierte er gegen die „blinde Repression“, die Kommunisten traf. Am 10. Juli 1940 war er einer der 80 Parlamentarier, die gegen die Vollmachten für Philippe Pétain stimmten, woraufhin er verhaftet und bis zur Befreiung Frankreichs im Internierungslager Évaux-les-Bains inhaftiert wurde. Die Forces françaises de l’intérieur befreiten ihn im Juni 1944 aus dem Gefängnis. Er war Vorsitzender des Mouvement de libération nationale d’Oyonnax und trat später der Front National bei. Er saß in der Assemblée consultative provisoire (Provisorische Beratende Versammlung). Die kommunistische Föderation des Departements Ain lehnte seine Wiederaufnahme in ihre Reihen jedoch ab.
René Nicod trat im Juli 1945 wieder der SFIO bei. Er kehrte zu seinen lokalen Mandaten (Bürgermeister, Generalrat) zurück, die er bis zu seinem Tod im Jahr 1950 behielt. Die Bevölkerung von Oyonnax bereitete ihm ein „grandioses Begräbnis“, bei dem eine Botschaft des Präsidenten der Republik Vincent Auriol verlesen wurde.
Er war Träger der Médaille militaire und des Croix de guerre 1914–1918. In Oyonnax ist ein Park nach ihm benannt.